# 陳清風
陳清風（1926年1月19日—1972年12月1日），原越南共和國軍步兵將領，軍銜少將，死後被追授中將。曾任越南共和國農村發展部長。:960他出身開辦在越南中部的國家軍事學校。在軍隊服役期間，他被分配到了不同領域的許多責任，而他履行好了自己的職責。1972年底，他在執行視察第二軍區各省任務途中，遭遇軍機空難喪生。

## 生平
陳清風1926年1月19日出生於越南西南部的茶榮省的一個富裕的地主家庭中。少年時，他被家人送往芹苴上學。1946年，他畢業於法國普通中學（高中），獲得半部分秀才文憑（第一部分）。

### 法蘭西聯盟軍隊
1949年9月，他履行新施行的越南國動員令，加入法蘭西聯盟軍隊，軍籍編號：46/103.156。

## 榮譽
- 三等保國勳章[2]:960
- 中華民國大綬景星勳章[1]